# Isidore van Kinsbergen
Isodorus (Isidore) van Kinsbergen (Bruggy, 3. září 1821 – 10. září 1905, Batavia /Jakarta/) byl nizozemský fotograf, herec a malíř.

## Životopis
V roce 1851 odcestoval do Nizozemské východní Indie a fotografoval tam ptáky a chrámy na Diëngplateau a v roce 1873 Borobudur. V 70. letech 19. století spolupracoval s Hermanem Salzwedelem v portrétním studiu v Surabaji.

## Několik fotografií Van Kinsbergena

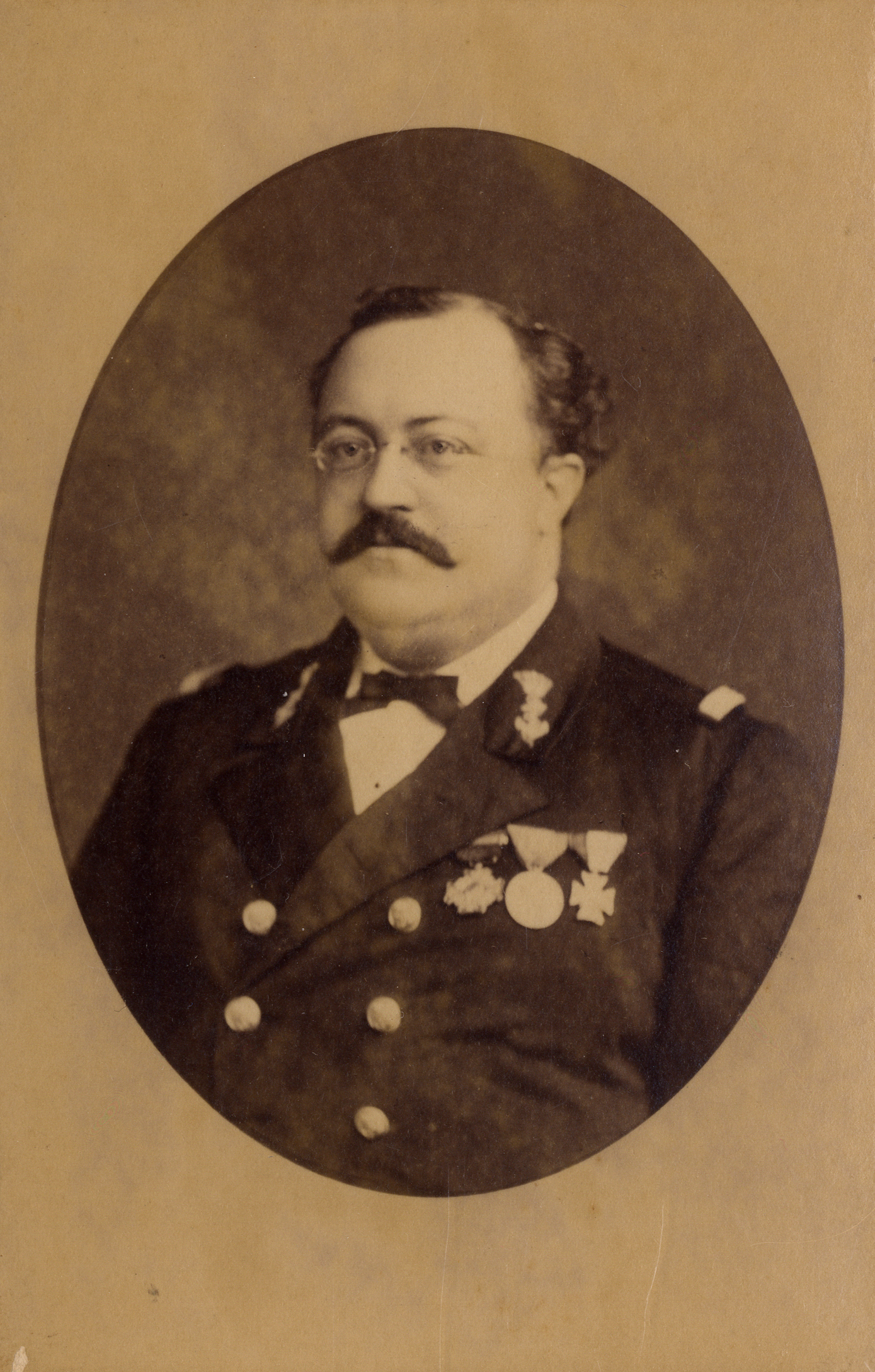
Nizozemský námořní důstojník, Batavia (Jakarta)
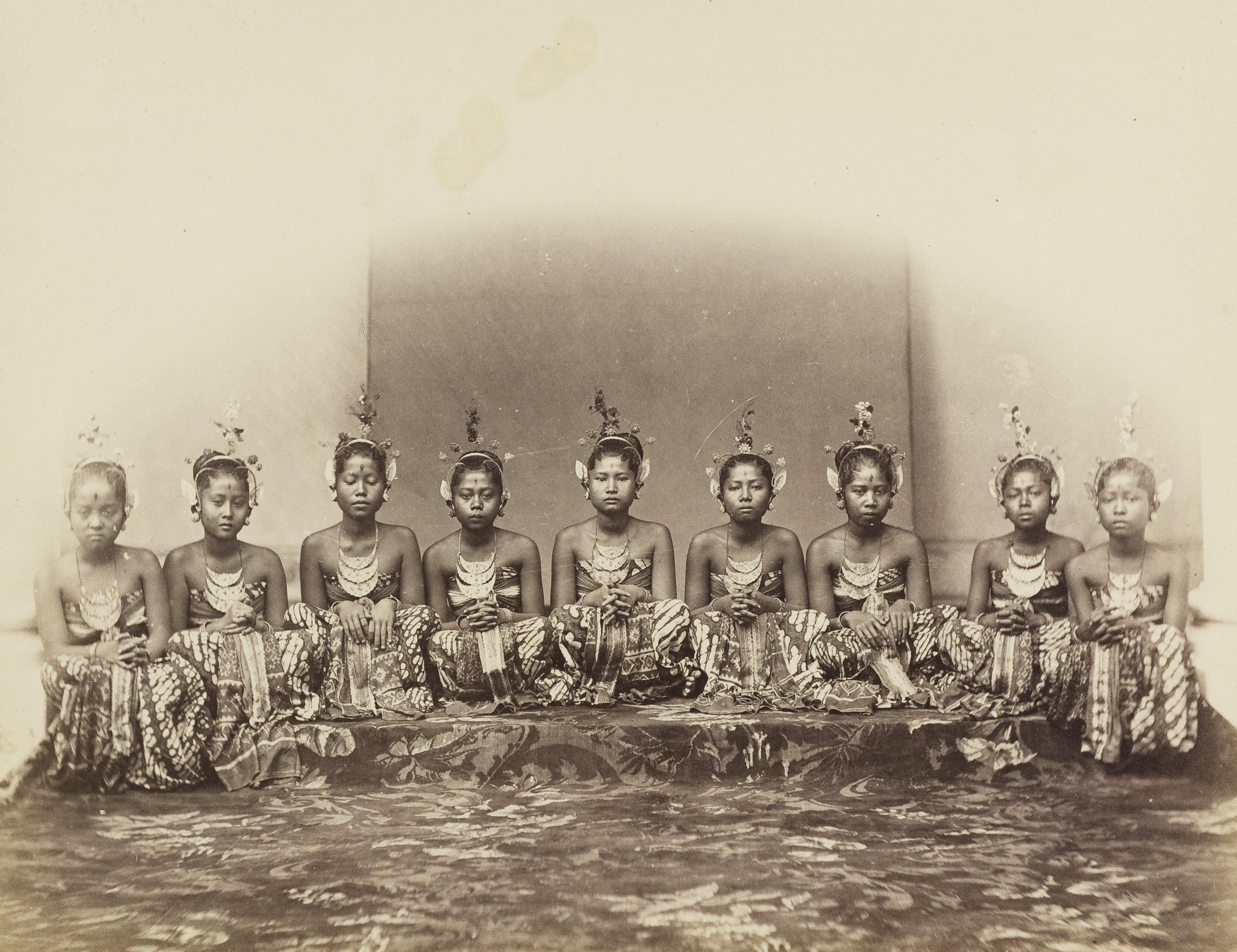
Tanečníci sultána, Yogyakarta, asi 1866
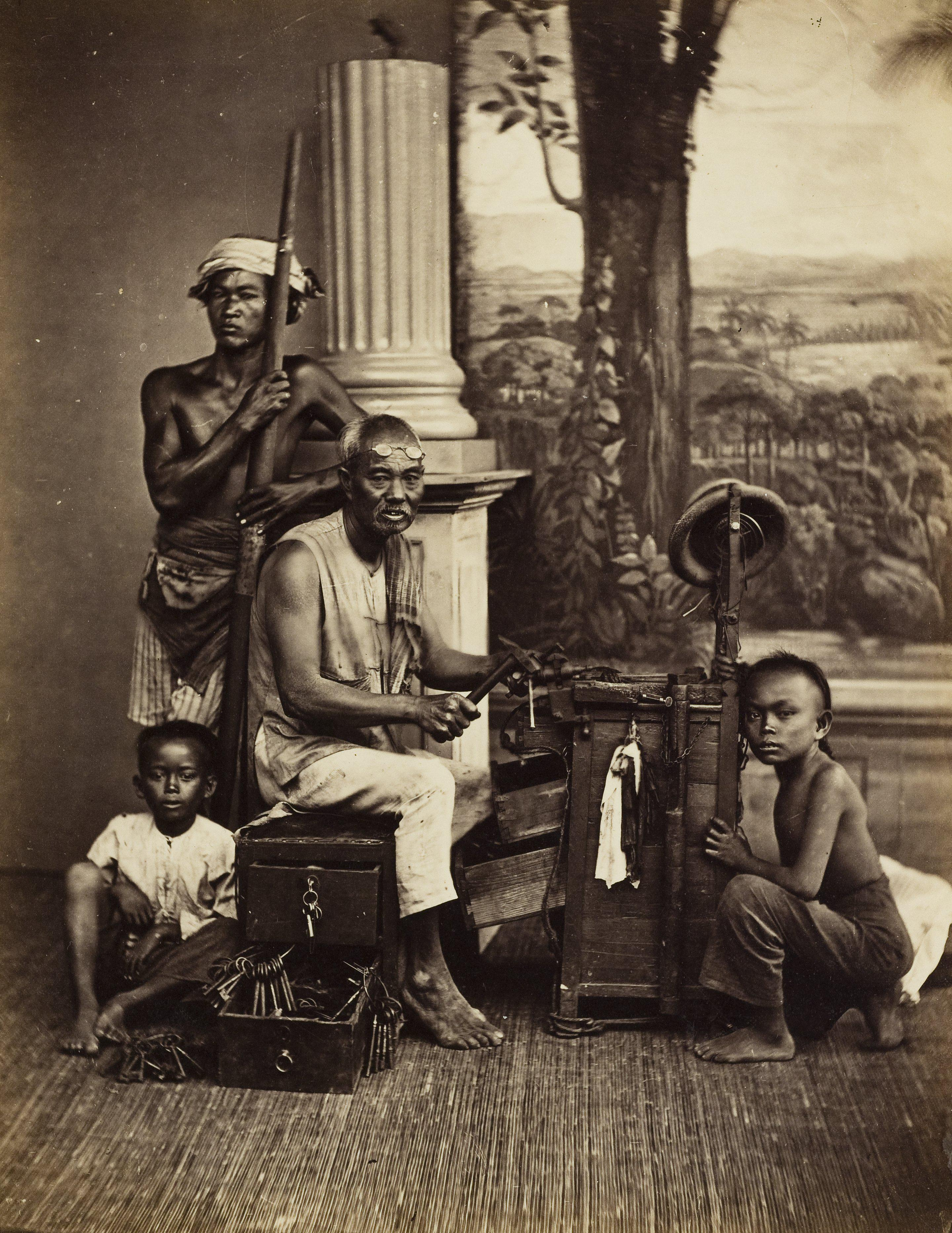
Čínský zámečník, Batavia, 1870
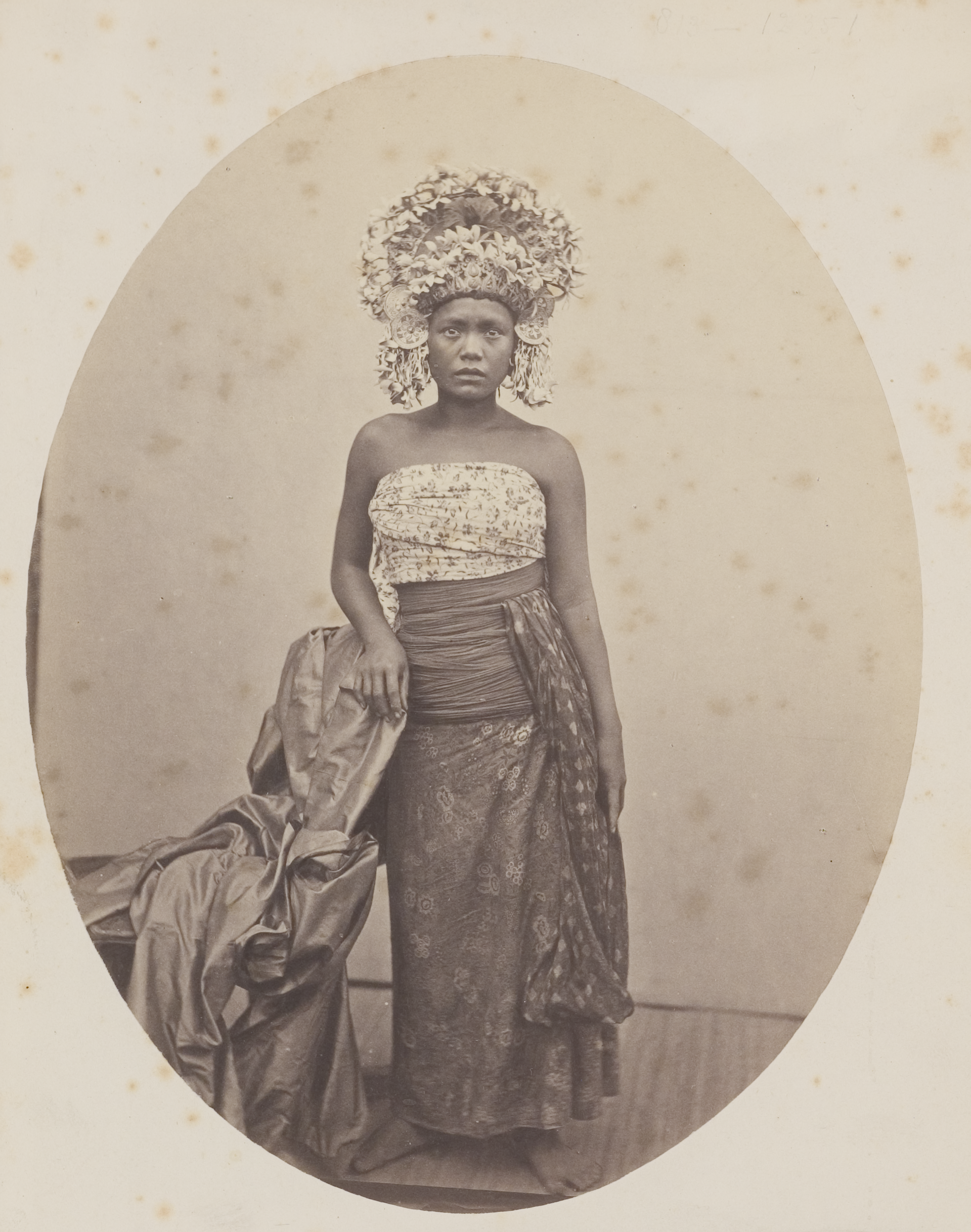
Balijská tanečnice, Singaraja
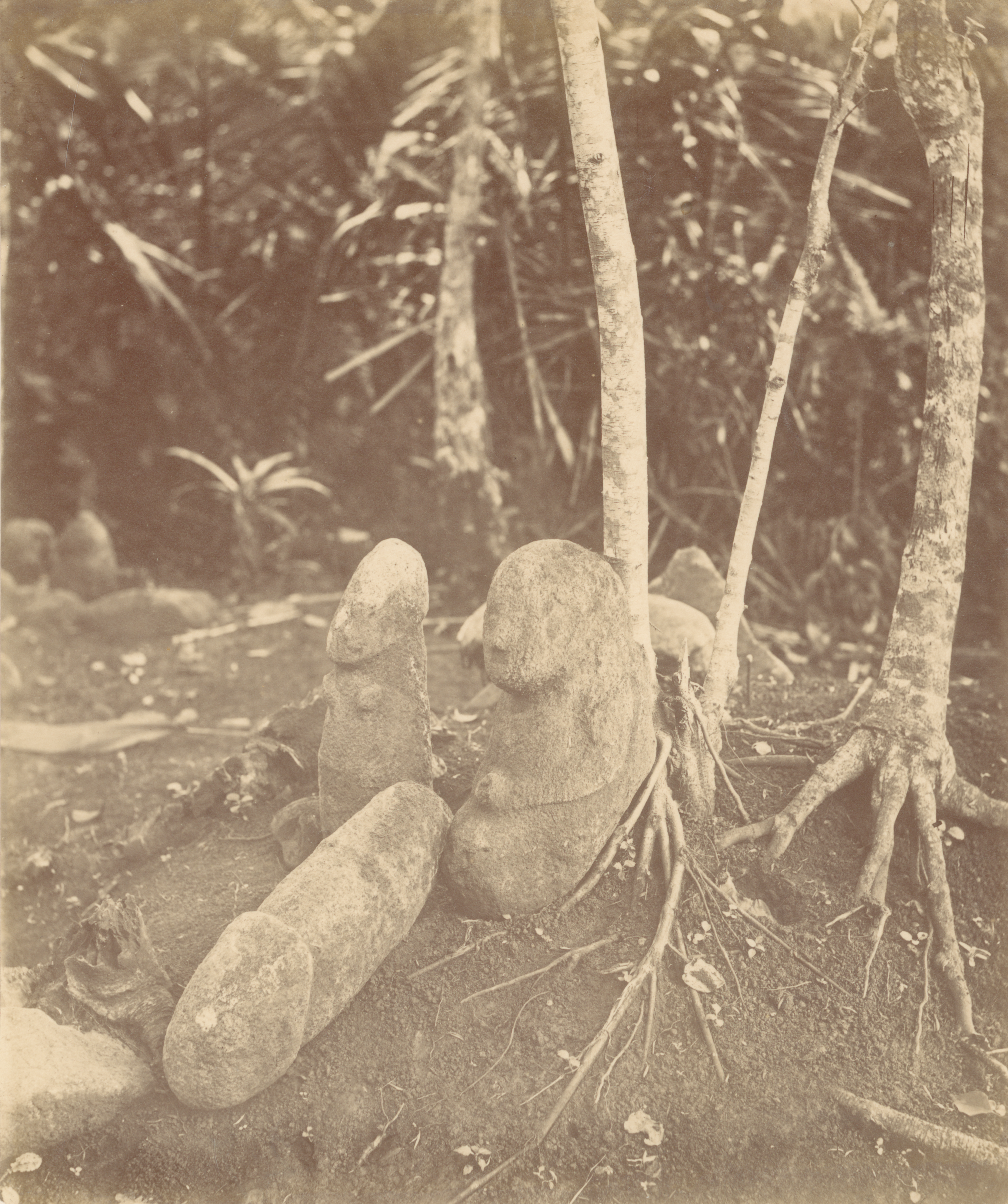
Sochy na Artja Domas, Buitenzorg (Bogor)
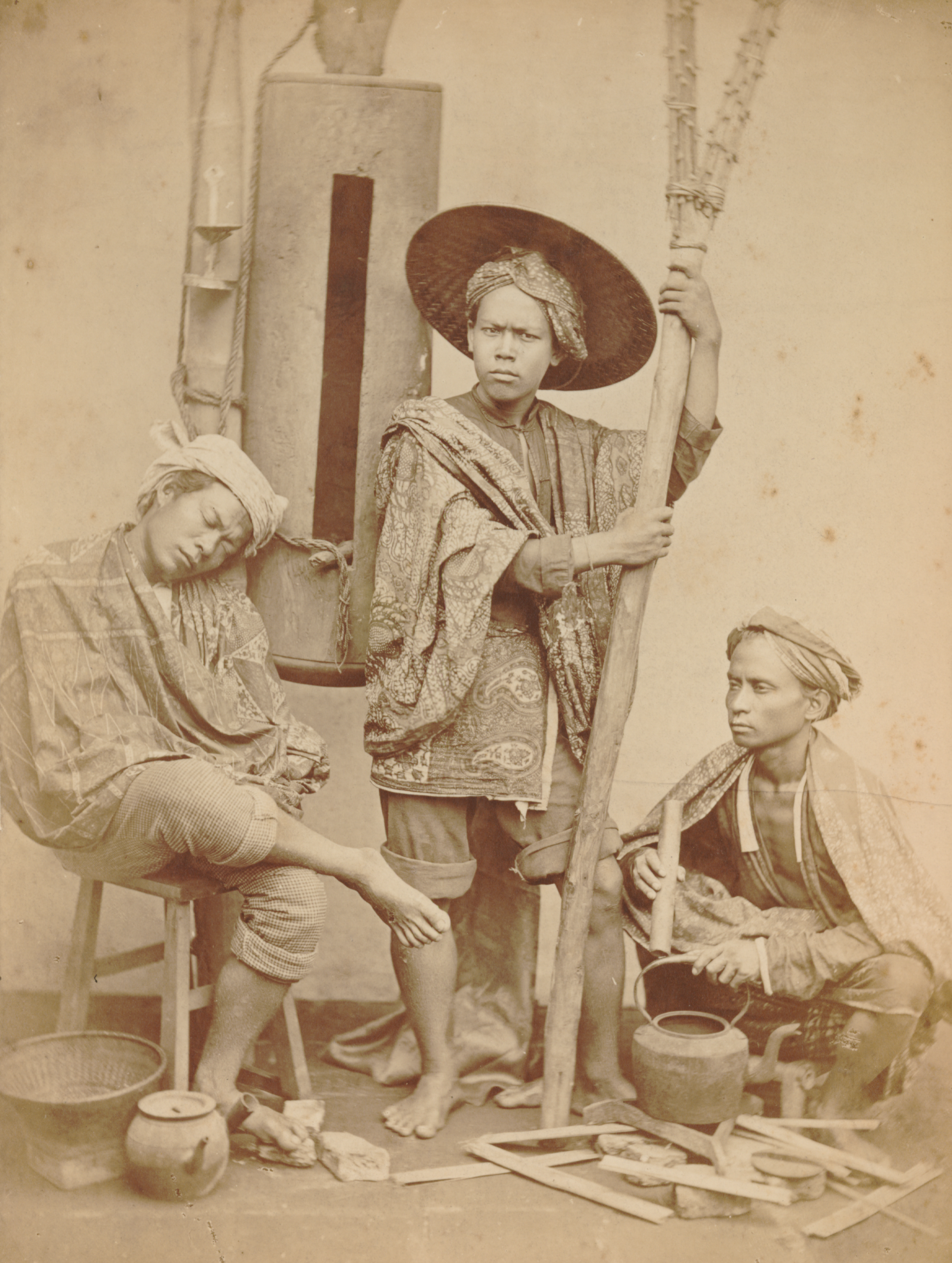
Místní stráže, Batavia, asi 1865
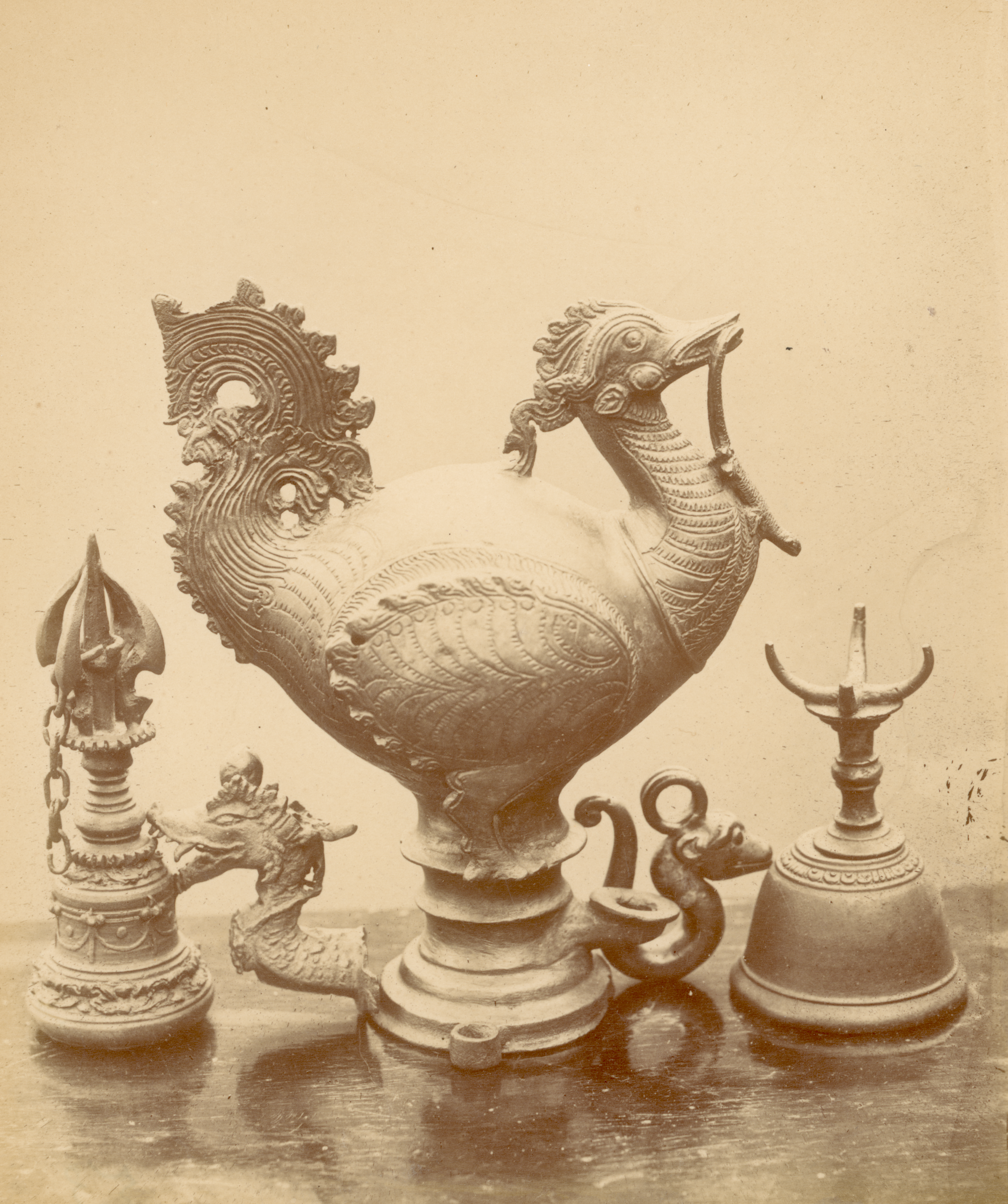
Bronzové předměty kněze v Kawali poblíž Tjiamis
Sochy, Gaprang, Kediri
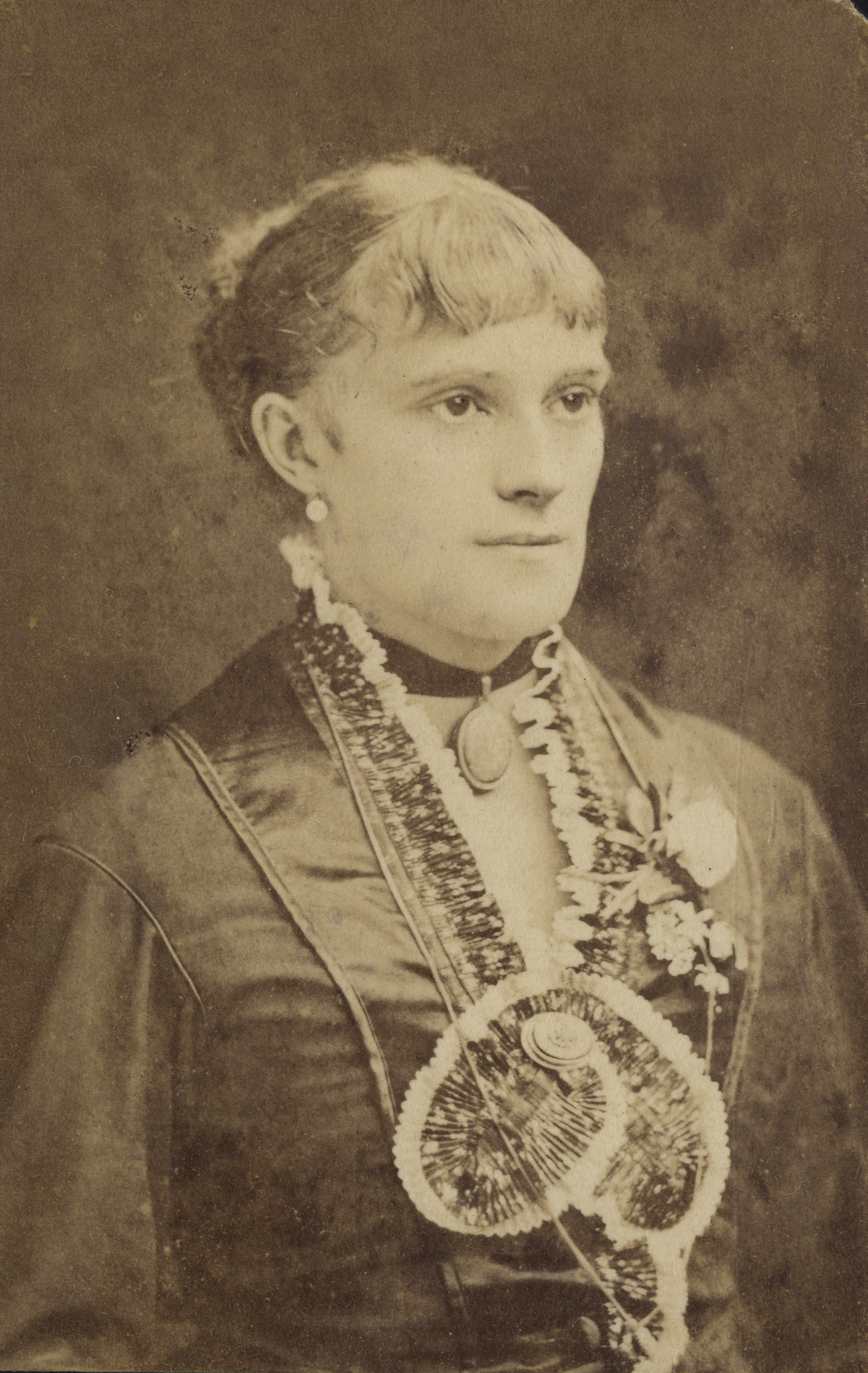
Portrét ženy, Batavia, asi 1875
Dcery Rajah z Boeleleng, 1865
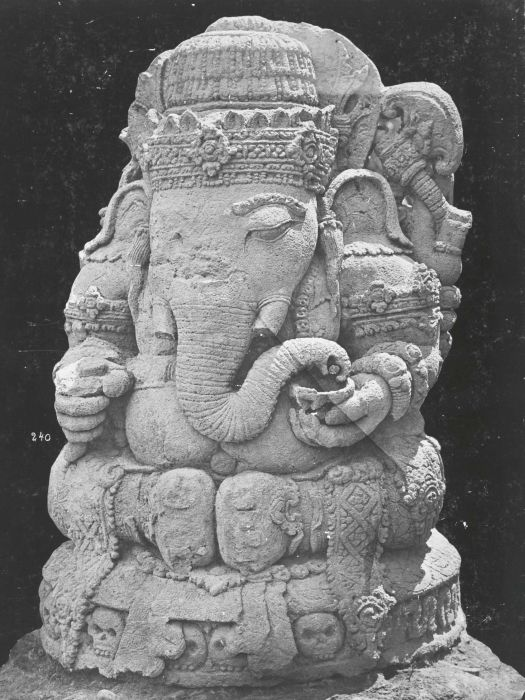
Obrázek Ganéši, 1867
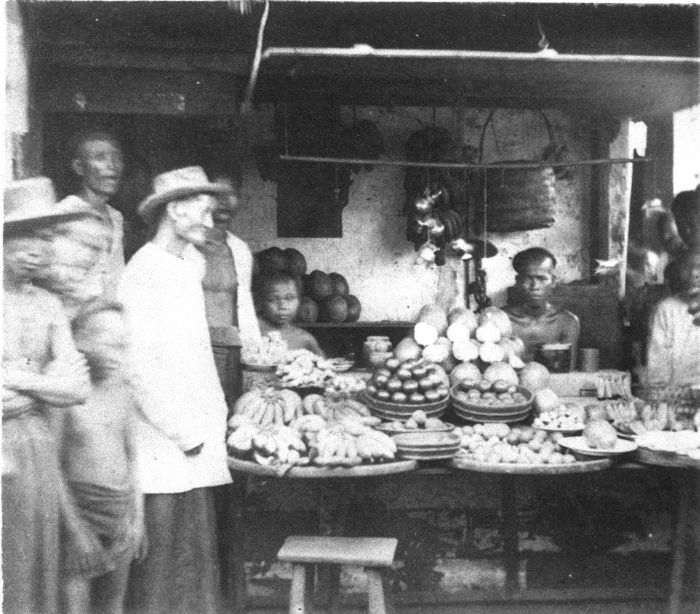
Čínský obchod s ovocem v Batavii, asi 1870
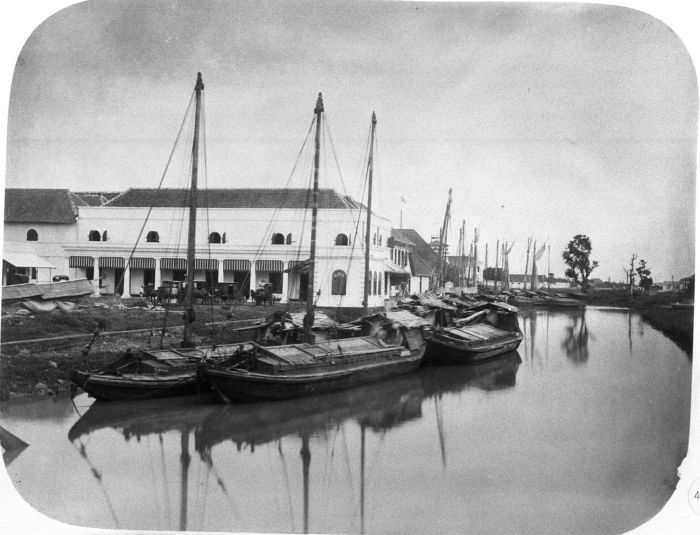
Celnice v Batavii, asi 1870
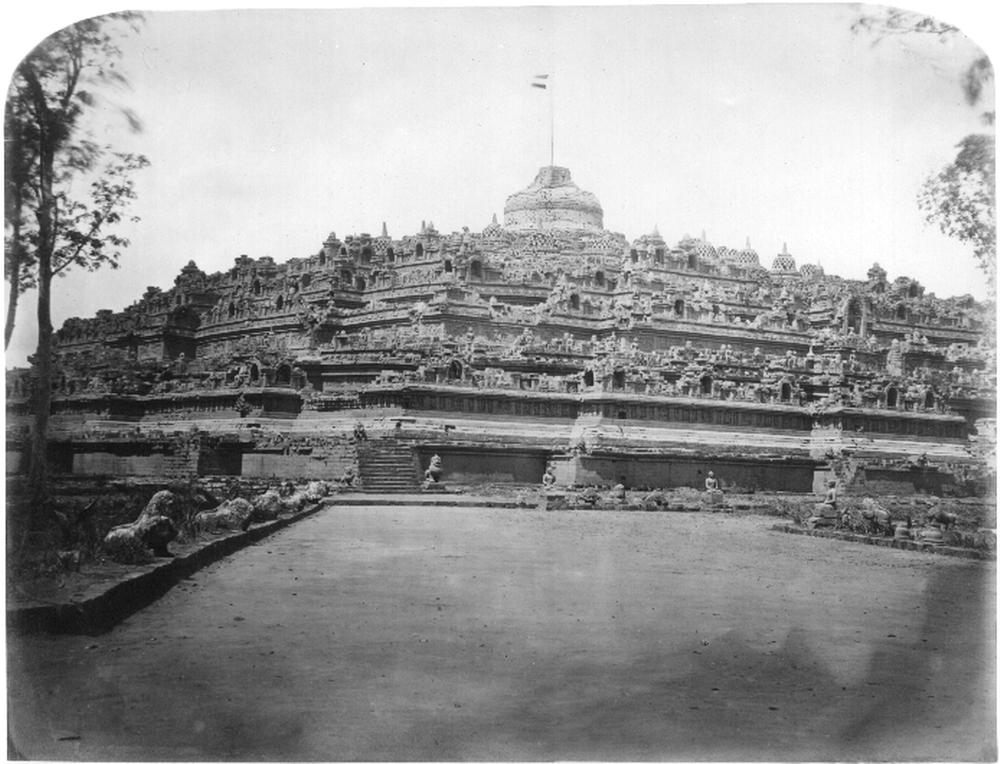
Borobudur, asi 1873